# Martin Rößler (Staatssekretär)
Martin Rößler (* 27. November 1968 in Gießen) ist ein deutscher politischer Beamter (CDU). Seit Januar 2024 ist er Staatssekretär im Hessischen Ministerium des Innern, für Sicherheit und Heimatschutz.

## Leben
Rößler studierte Rechtswissenschaft an der Justus-Liebig-Universität Gießen. 1994 legte er das erste, 1997 das zweite juristische Staatsexamen ab. Von 1999 bis 2002 war er wissenschaftlicher Mitarbeiter am Lehrstuhl für Bürgerliches Recht, Arbeits- und Sozialrecht der Universität Gießen. Von 2002 bis 2003 war er in der Personalabteilung der Linde AG tätig. Von 2003 bis 2005 war er Pressesprecher des Thüringer Justiz- und Innenministeriums. Von 2006 bis 2008 war er Richter am Verwaltungsgericht, zuletzt am Sozialgericht Meiningen und von diesem an das Thüringer Landessozialgericht abgeordnet. Von 2008 bis 2015 war er als Referatsleiter im Hessischen Ministerium des Innern und für Sport tätig. Von 2017 bis zu seiner Ernennung zum Staatssekretär 2024 war er Regierungsvizepräsident des Regierungspräsidiums Gießen.
Seit dem 18. Januar 2024 ist Rößler als Nachfolger von Stefan Sauer Staatssekretär im Hessischen Ministerium des Innern, für Sicherheit und Heimatschutz.
Rößler ist römisch-katholisch, verheiratet und hat zwei Kinder.